# Freedom (canção de Sugababes)
"Freedom" é uma canção do girl group britânico Sugababes. Foi escrito por Jason Pebworth, Jon Shave, George Astasio, Kyle Abrahams, Peter Ighile, Mariah Young-Jones e Rowan Martin e produzido por The Invisible Men em colaboração com Parker & James. A música estreou em maio de 2011 durante um festival de música em Marrocos e foi promovida com vários trechos e provocações, além de um anúncio para o Nokia N8. É uma música de electropop com elementos de dubstep. É a última música que o grupo lançou antes da sua separação em 2011.
"Freedom" deveria ser lançado como primeiro single do aguardado oitavo álbum de estúdio da banda, embora a música tenha sido cancelada como single oficial e, em vez disso, foi disponibilizada como download digital gratuito via Amazon. Apesar da controvérsia em torno de seu lançamento, a música recebeu críticas positivas da crítica, que elogiou seu som e o uso do dubstep. O videoclipe, dirigido por Sean De Sparigo e filmado em julho de 2011, apresenta as Sugababes em um clube subterrâneo. O trio cantou "Freedom" no festival T4 em the Beach em 10 de julho de 2011.

## Antecedentes
Após o lançamento de seu sétimo álbum de estúdio Sweet 7, que recebeu criticas ruins e baixas vendas, confirmou-se que as Sugababes começaram a trabalhar em seu oitavo álbum. Em fevereiro de 2011, a integrante mais antiga do grupo Heidi Range, afirmou que as Sugababes pretendiam terminar o álbum a tempo do verão de 2011. Ela revelou que o grupo completou uma música que elas acreditavam que poderia ser o primeiro single do álbum. As Sugababes confirmaram em maio de 2011 que iriam estrear "Freedom" no Festival Mawazine em Marrocos. Em julho de 2011, a gerência do grupo confirmou que o grupo havia deixado sua gravadora de longa data Island Records e assinou um acordo de três álbuns com a gravadora RCA da Sony. A arte da capa de "Freedom" foi revelada em agosto de 2011; Mostra as Sugababes em um sofá com roupas verdes profundas.

## Composição e letras
"Freedom" foi escrito por Jason Pebworth, Jon Shave, George Astasio, Kyle Abrahams, Peter Ighile, Mariah Young-Jones e Rowan Martin. Pebworth, Shave e Astasio produziram a música sob seu nome artístico The Invisible Men, em colaboração com Parker & James, composto por Abrahams e Ighile. "Freedom" é uma música electropop com elementos do dubstep. É apoiado por sintetizadores com um arranjo "temperamental". De acordo com o site britânico Orange, "Freedom" é um "hino controlado e constante" com um som "mais escuro, mais profundo e com mais alma". Durante o pré-refrão, o grupo canta as linhas "Então, levante as mãos / Um punho no ar / Para e-ee-ee dom-dom-dom livre" por uma batida de dubstep prodomina. A membro do Sugababes, Amelle Berrabah, definiu a faixa como "ser livre, libertado e poderoso".

## Lançamento e recepção

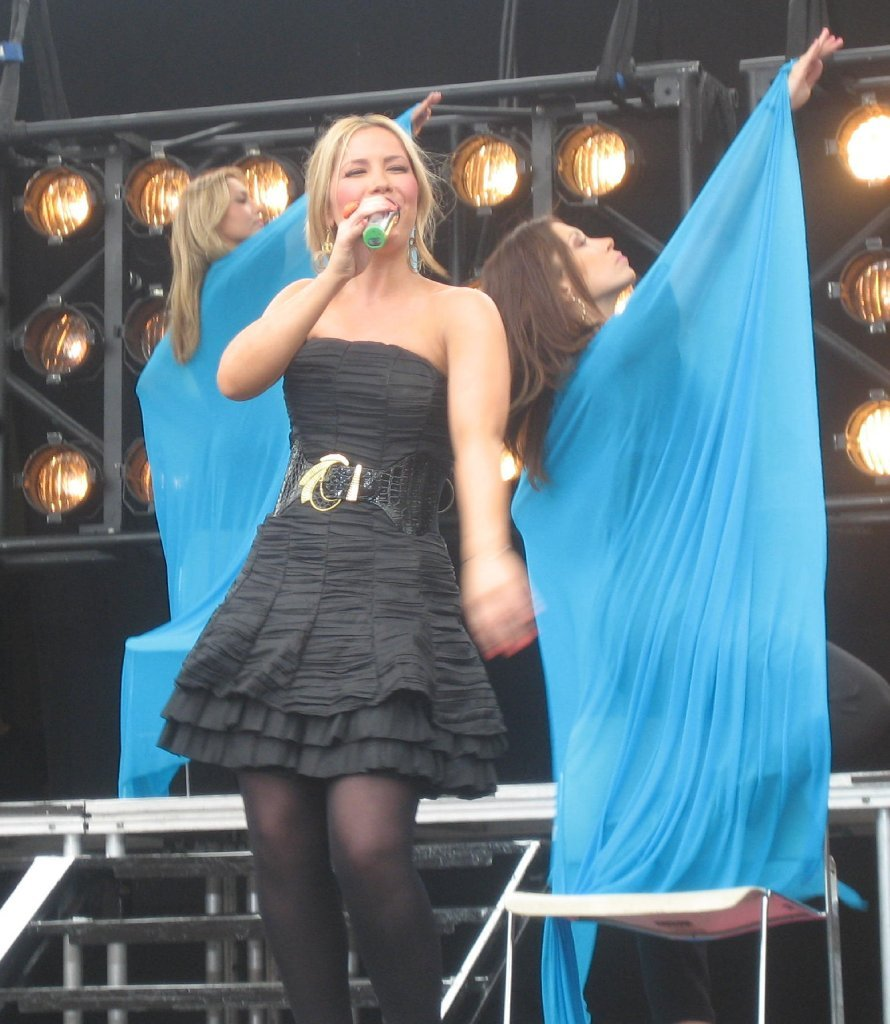
Heidi Range afirmou em fevereiro de 2011 que as Sugababes havia completado um potente single para o álbum.

Um trecho de "Freedom" apareceu on-line em 1 de junho de 2011 como parte de uma campanha publicitária para o Nokia N8. Em julho de 2011, as Sugababes lançaram um teaser da música on-line, enquanto a versão completa estreou on-line em agosto de 2011. "Freedom" deveria ser lançado oficialmente em 5 de setembro de 2011, embora a data tenha sido remarcada para até 25 de setembro. A música foi disponibilizada para pré-venda na iTunes Store, no entanto, quatro dias antes da data de lançamento, o link da pré-venda foi removido e "Freedom" foi cancelado como single oficial. Em vez disso, a música foi lançada como um download digital gratuito pelo site Amazon. A decisão foi esclarecida em um comunicado publicado na página oficial do Sugababes no Facebook: "Como agradecimentos a seus fãs, as Sugababes estão oferecendo seu novo single, 'Freedom' como download gratuito via Amazon."
Vários meios de comunicação informaram que o lançamento do single foi cancelado devido à grande negação das estações de rádio em tocar a música, bem como a previsão de que a canção sofreria baixa repercussão nas paradas. Apesar da controvérsia em torno de seu lançamento, "Freedom" recebeu críticas positivas dos críticos. Robert Copsey, do Digital Spy, obteve uma classificação de quatro de cinco estrelas e escreveu: "A verdade seja dita, quando o momento do dubstep entra na cabeça, estamos muito ocupados dançando, do que se preocupando qual é a formação da banda naquele momento". Um jornalista do Orange, considerou "Freedom" como uma "faixa de boate incomum" e o elogiou como uma "boa adição" à coleção de canções das Sugababes.

## Promoção
O videoclipe de "Freedom" foi dirigido por Sean De Sparengo e filmado em Londres em julho de 2011. Demorou um dia para a gravação, e se passa principalmente em balada subterrânea com iluminação vermelha, reminiscente do que aparece no single "Freak Like Me" de 2002 do grupo. De Sparengo comentou sobre o conceito e os atributos visuais do vídeo, dizendo: "Uma das coisas interessantes para o conceito deste vídeo é que sabíamos que tínhamos que fazer tudo parecer incrivelmente belo. Trata-se de fazer um vídeo onde as Sugababes sentissem como se estivessem no topo do jogo". O vídeo fez sua estréia em agosto de 2011. Um making off de trás das cenas foi postado no canal oficial no VEVO das Sugababes no YouTube. Daily Mirror elogiou a aparência da banda no vídeo.
As Sugababes cantaram "Freedom" em 10 de julho de 2011 no festival T4 on the Beach. Foi a primeira apresentação da música na televisão, na qual a integrante do grupo, Jade Ewen, disse à 4Music que elas estavam "realmente entusiasmadas com isso". O grupo cantou uma versão acústica da música em setembro de 2011 na série de TV Super Saturday. Em setembro de 2011, o trio cantou "Freedom" na série de televisão de Sam and Mark Big Friday Wind Up, e na boate de Londres G-A-Y, onde eles usavam roupas de borracha.